# Tatort: Fünf Minuten Himmel
Fünf Minuten Himmel ist ein Fernsehfilm aus der Kriminalreihe Tatort. Heike Makatsch ist in der 981. Folge der Tatort-Reihe in ihrem ersten Fall als Hauptkommissarin Ellen Berlinger zu sehen. Der vom SWR und Zieglerfilm unter der Regie von Katrin Gebbe produzierte Film wurde im Fernsehprogramm Das Erste am Ostermontag, dem 28. März 2016, erstmals ausgestrahlt.

## Handlung
Hauptkommissarin Ellen Berlinger war 15 Jahre für das Bundeskriminalamt in England tätig. Nun kehrt sie in ihre Heimatstadt Freiburg zurück, wo sie damals ihre inzwischen 16-jährige Tochter nach der Geburt bei ihrer nun demenzkranken Mutter zurückgelassen hatte.
Sie wird mit der Aufklärung der Todesumstände von Holger Kunath, einem Mitarbeiter des örtlichen Jobcenters, beauftragt. Er wurde in den Morgenstunden an seinem Schreibtisch aufgefunden, stranguliert mit einem Kabelbinder. Der auf Kunaths Monitor angezeigte Abschiedsbrief deutet auf einen Suizid hin. Berlinger vermutet jedoch Fremdeinwirkung, denn das Opfer war berufsbedingt so einigen Anfeindungen ausgesetzt. Als fremde Fingerabdrücke auf dem Kabelbinder gefunden werden, bestätigt sich der Verdacht, dass Kunath sich nicht selbst getötet haben kann. In letzter Zeit hatte vor allem die alleinerziehende Mutter Cornelia Mai große Probleme mit Kunath, der offensichtlich die Zahlung der Miete, die das Amt der Sozialhilfeempfängerin zur Verfügung stellte, so lange hinausgezögert hatte, dass Mai die Kündigung der Wohnung drohte. Cornelia Mais Tochter Melinda leidet anhaltend unter der Armut, die die Familie nach dem Unfalltod des Vaters ereilt hat. Wegen ihrer schlechten Lebensumstände wird Melinda mehr als einmal von ihren Freundinnen gemobbt.
Wie die Kommissarin herausfindet, hatte Cornelia Mai ein intimes Verhältnis mit Kunath, was die Zurückhaltung der Mietzahlungen noch weniger plausibel macht. Möglicherweise war Kunath durch das Verhältnis mit einer Kundin erpressbar, was der Bauinvestor und Hausbesitzer Rüdiger Fest für seine Ziele ausnutzte, Mietern bei Nichtzahlung zu kündigen.
Neben den Mais wohnte bis vor kurzem auch Familie Winterer in dem Haus. Wegen wiederholter Renitenz seitens des Vaters Armin Winterer wurden aber die Leistungen für die Familie gemäß Hartz IV ausgesetzt. Die Familie wohnt nun am Rande der Stadt, wo Armin Winterer einen Gnadenhof für Tiere betreibt. Die Unzufriedenheit mit diesem sozialen Abstieg könnte seine Tochter Ruth zu einem Racheakt bewogen haben. Kommissarin Berlinger muss erfahren, dass Ruth vor kurzem das Lieblingskaninchen ihrer Schwester mit einem Kabelbinder stranguliert hatte.
Ehe die Kommissarin dieser Spur ernsthaft nachgehen kann, begeht Cornelia Mai Selbstmord, indem sie sich aus dem Fenster ihrer Wohnung stürzt. Ihre Tochter Melinda gesteht daraufhin, Kunath getötet zu haben, nachdem sie ihre Mutter bei einem Blowjob mit ihm ertappt hatte. Sie hasste Kunath und empfand das Verhältnis ihrer Mutter zu ihm als Verrat an ihrem Vater. Nach der Tat versuchten Mutter und Tochter, den Mord als Selbstmord aussehen zu lassen.
In Kunaths Unterlagen kann eine Zahlung von Rüdiger Fest sichergestellt werden, woraufhin er wegen Bestechung belangt werden kann.
Privat hat Ellen Berlinger große Probleme, das Verhältnis zu ihrer Mutter zu verbessern. Ihr plötzliches Auftauchen hat ihre langsam dement werdende Mutter noch mehr verwirrt; sie begegnet ihrer Tochter äußerst ablehnend. Ihrer Tochter Niina hingegen kann sich die Kommissarin behutsam nähern. Niinas Freude, ihre Mutter endlich kennenzulernen, überwiegt die negativen Aspekte.

## Produktion

### Produktionsnotizen
Die Folge wurde in Freiburg im Breisgau und der näheren Umgebung an 24 Drehtagen vom 8. September bis 8. Oktober 2015 als einmalig geplanter Event-Tatort mit Heike Makatsch gedreht. Es kamen 25 Schauspieler sowie 150 Komparsen zum Einsatz. Als Kulisse für das Kommissariat wurden Räumlichkeiten im seit Ende 2013 leerstehenden ehemaligen Praktiker-Gebäude im Gewerbegebiet Haid gewählt. Ab dem 7. September 2015 wurde in der Franz-Liszt-Straße gedreht, wo im Film die demenzkranke Mutter von Hauptkommissarin Berlinger lebt. Während der Schulferien wurde am 11. September 2015 am Rotteck-Gymnasium mit 30 Schülerinnen und Schülern als Statisten auf dem Pausenhof sowie dem Fahrradkeller gedreht. Am 14. September 2015 wurde im Zellentrakt des Polizeireviers Freiburg-Süd gedreht, wo drei Polizisten als Komparsen vor der Kamera in Erscheinung traten. Vom Polizeirevier an der Heinrich-von-Stephan-Straße wurden Außenaufnahmen gemacht. In der Harriet-Straub-Straße in Vauban entstanden am 15. September 2015 Aufnahmen in einem Privathaus, das im Film das Haus der Familie des Opfers darstellt, sowie auf der zugehörigen Dachterrasse. Im Green City Hotel Vauban am Paula-Modersohn-Platz wurden am 16. September 2015 Szenen in einer Suite aufgenommen, in der Hauptkommissarin Berlinger wohnt, sowie vor dem Hotel Szenen einer An- und Abfahrt gedreht. Zwischen dem 14. und 25. September 2015 wurde in der Bismarckallee im ehemaligen Gebäude der Dresdner Bank die Szenerie für das Jobcenter und den Leichenfundort hergerichtet. Effektiv wurden hier an einem Drehtag Filmaufnahmen getätigt. Aufnahmen, die in dem Haus spielen, das von André Benndorff in der Rolle des Herrn Kurani bewohnt wird, wurden an drei verschiedenen Orten im Stadtgebiet aufgezeichnet, darunter in der Rennerstraße 20/22, wo für Innenaufnahmen der Drehort unter Wasser gesetzt wurde. Der Drehort des im Film zur Wohnung zugehörigen Kellers befindet sich in der Adlerstraße 9. Außenaufnahmen von Kuranis Wohnung wurden in der Hildastraße 52 aufgezeichnet. Fahraufnahmen wurden an der Lehener Straße, der Eschholzstraße, der Günterstalstraße, dem Leopoldring, dem Schützenallee-Tunnel, der B31 (Zubringer Mitte) sowie der Habsburger Straße aufgezeichnet. Weitere Aufnahmen entstanden bei der Brauerei Ganter sowie einem in der Nähe befindlichen Fotostudio, wo die Szenerie für eine Sexszene mit Anna-Lena Klenke in der Rolle der Harriett Wiesler hergerichtet wurde. Zudem wurde an der Stühlingerbrücke sowie dem Stühlinger Kirchplatz gedreht.
Die Folge wurde von der MFG Filmförderung als „Green Shooting“-Pilotprojekt unterstützt. Das Ziel der wissenschaftlich begleiteten Initiative verfolgt dabei, ressourcenschonende Produktionsweisen zu etablieren und auszubauen. Der Film wurde nach Angaben der Produktionsfirma klimaneutral produziert.
Für den Freiburger Tatort stand mit Volker Gaus ein Freiburger Schauspieler vor der Kamera. Sein Kollege Holger Kunkel ist seit 2012 als festes Ensemblemitglied regelmäßig auf der Bühne des Theater Freiburg zu sehen.
Matthias Bolliger zeichnete zugleich für die Kameraarbeit bei der eine Woche zuvor ausgestrahlten Folge Zorn Gottes verantwortlich.

### Hintergrund
Heike Makatsch war an der mehrjährigen Entwicklung des Drehbuchs beteiligt. Sie lebte – wie die von ihr verkörperte Rolle der Hauptkommissarin Ellen Berlinger – in London. Während der Dreharbeiten zu Fünf Minuten Himmel war Makatsch schwanger, sie bekam im Jahr 2015 ihr drittes Kind.
Der Filmtitel Fünf Minuten Himmel greift ein unter Jugendlichen seit etwa 1995 bekanntes Spiel auf, das „Passout Game“ oder „Biokiffen“ genannt wird, bei dem nach Hyperventilation durch Kompression des Brustkorbes ein Rauschzustand begleitet von einer kurzzeitigen Ohnmacht herbeigeführt wird, dadurch ausgelöste epileptische Anfälle und Hirnblutungen können unter Umständen zum Tod führen.

### Veröffentlichung, weitere Folgen
Vor der Erstausstrahlung war der Film bereits beim Deutschen FernsehKrimi-Festival im Rahmen der Verleihung des Deutschen Fernsehkrimipreises in Wiesbaden Mitte März 2016 sowie im Studio des Südwestrundfunks in Freiburg am 21. März 2016 zu sehen. Die Erstausstrahlung wurde am 28. März 2016 von der Badischen Zeitung in Freiburg im Cinemaxx vor 250 Zuschauern gezeigt.
Der erste Schwarzwald-Tatort um das Ermittlerduo Tobler und Berg wurde 2016 ebenfalls in Freiburg inszeniert. Ende 2015 wurde bekannt, dass es seitens des SWR Planungen für einen weiteren Tatort mit Makatsch gäbe. Die endgültige Entscheidung über die Produktion einer zweiten Folge solle im Jahr 2016 fallen. In einer solchen Folge sollen die Ermittlungen Makatsch nach Angaben des SWR an einen anderen Ort im Sendegebiet führen. Es sei frühestens mit einer weiteren Folge im Jahr 2017 zu rechnen. Makatsch schloss nicht aus, für einen weiteren Tatort-Dreh zur Verfügung zu stehen. Manfred Hattendorn, Leiter der Abteilung Film und Planung beim Südwestrundfunk in Baden-Baden, betonte: „Wir sind an einer Fortsetzung interessiert.“
In Freiburg spielte nur die erste Folge mit Makatsch. Ab dem zweiten Tatort wechselte sie nach Mainz, wo dann die weiteren Folgen entstanden. Außerdem trifft sie dort auf ihren neuen Kollegen Martin Rascher, gespielt von Sebastian Blomberg.

## Rezeption

### Einschaltquoten
Die Erstausstrahlung von Fünf Minuten Himmel am 28. März 2016 wurde in Deutschland von 7,99 Millionen Zuschauern gesehen und erreichte einen Marktanteil von 22,3 % für Das Erste. In der Gruppe der 14- bis 49-jährigen Zuschauer konnten 2,31 Millionen Zuschauer und ein Marktanteil von 18,2 % erreicht werden. Diese Werte stellen nach Einschätzung der dpa trotz Erreichen des ersten Platzes im Tagesvergleich lediglich ein „gutes, aber keineswegs überragendes Debüt“ dar.
In Österreich wurden 531.000 Zuschauer erreicht und damit eine durchschnittliche Reichweite von 7 % sowie ein Marktanteil von 18 % erzielt.
In der Schweiz verfolgten 455.000 Zuschauer im Alter von über drei Jahren die Erstausstrahlung der Folge und bescherten ihr dadurch einen Marktanteil von 24,5 %. In der Gruppe der 15- bis 59-jährigen Zuschauer wurden 263.000 Zuschauer gezählt sowie ein Marktanteil von 22,9 % gemessen.

### Kritiken
Heike Makatsch als „verschlossene, differenziert gespielte Heldin spiegelt sich in einer spröden Inszenierung ohne Gefälligkeitsästhetik“, freut sich Rainer Tittelbach von tittelbach.tv. Das Drehbuch hingegen sei „ein Mischmasch aus Whodunit, wilden Kunstfilm-Metaphern und wüstem Sozialdrama“, das „viel Handlung, viel zu viele Figuren“ enthalte und damit „dramaturgisch diffus“ wirke. Dabei werde die Handlung durch „die eigenwillige Arthaus-Regisseurin“ Katrin Gebbe „angenehm anti-psychologisch“ inszeniert. In der Folge sind einige „SWR-typische Fremdschämsituationen“ enthalten, „die an die Striesow-»Tatorte« erinnern“. Zusammenfassend vergab Tittelbach 3,5 von 6 möglichen Punkten.
Die Redaktion der TV Spielfilm vertritt die Meinung, die Folge sei „etwas dick aufgetragen, aber stark gefilmt“ und vergab die beste von drei möglichen Wertungen.
Detlef Hartlap von der prisma resümiert, „Haus- und Wohnungsspekulation“ sowie „Kinder- und Sexspiele“ stellen zwei zentrale Themen dar, in diese wird der Zuschauer „eingetaucht, wenig feinfühlig, eher mit der Faust im Nacken“. Dabei sei Hauptdarstellerin Makatsch zu sehen, wie sie „schwer indianermäßig Spuren enträtselt, das hat Stil“. Er urteilt, ‚Fünf Minuten Himmel‘ sei „ein Film, der auf seinen Schauplatz, Freiburg, wenig neugierig macht, oft sehr dick aufträgt und trotzdem gut gespielt und in Maßen spannend ist“.
Lars-Christian Daniels von Filmstarts empfand die Folge, die „bei den TV-Zuschauern sang- und klanglos durchfiel“, als durchwachsen.